# Марктбергел
Марктбергел (њем. Marktbergel) град је у њемачкој савезној држави Баварска. Једно је од 38 општинских средишта округа Нојштат ан дер Ајш-Бад Виндсхајм. Према процјени из 2010. у граду је живјело 1.626 становника. Посједује регионалну шифру (AGS) 9575143.

## Географски и демографски подаци
Марктбергел се налази у савезној држави Баварска у округу Нојштат ан дер Ајш-Бад Виндсхајм. Град се налази на надморској висини од 363 метра. Површина општине износи 24,2 km². У самом граду је, према процјени из 2010. године, живјело 1.626 становника. Просјечна густина становништва износи 67 становника/km².